# Finlaysons ekorre
Finlaysons ekorre, även känd som mantelekorre  (Callosciurus finlaysonii) är en däggdjursart som först beskrevs av Thomas Horsfield 1824. Den ingår i släktet praktekorrar och familjen ekorrar. IUCN kategoriserar arten globalt som livskraftig. Sedan 2 augusti 2022 klassar EU Finlaysons ekorre som en invasiv art.

## Underarter
Catalogue of Life och Wilson & Reeder skiljer mellan 16 underarter:
- Callosciurus finlaysonii finlaysonii
- Callosciurus finlaysonii albivexilli
- Callosciurus finlaysonii folletti
- Callosciurus finlaysonii frandseni
- Callosciurus finlaysonii germaini
- Callosciurus finlaysonii harmandi
- Callosciurus finlaysonii trotteri
- Callosciurus finlaysonii annellatus
- Callosciurus finlaysonii bocourti
- Callosciurus finlaysonii boonsongi
- Callosciurus finlaysonii cinnamomeus
- Callosciurus finlaysonii ferrugineus
- Callosciurus finlaysonii menamicus
- Callosciurus finlaysonii nox
- Callosciurus finlaysonii sinistralis
- Callosciurus finlaysonii williamsoni

## Beskrivning
Pälsfärgen varierar kraftigt, både mellan underarter och mellan individer i en och samma underart. Den kan vara alltifrån helt vit, helt röd, och helt svart. Blandade färger, som brunaktig ovansida och krämfärgad undersida förekommer också. Honan har fyra spenar. Kroppslängden varierar mellan 19 och 21 cm. Till detta kommer den mycket långa svansen, som kan bli mellan 22,5 och 24 cm lång. Vikten är från 220 till 250 g.

## Ekologi
Habitaten utgörs av både täta och glesare skogar. Arten kan även anpassa sig till odlade områden som kokosodlingar. Arten lever främst i träden, och rör sig sällan på marken. I fångenskap kan arten bli upp till 12 år och 10 månader.

### Föda och predation
Födovalet är beroende av årstiden: Under vintern lever arten främst av bark och skott, under våren tar den blommor, under sommaren och hösten frön och frukt; under sommaren tillkommer också insekter. Arten lägger dessutom upp förråd. Den kan även avbarka träd för att komma åt saven.
I den italienska populationen är framför allt katter en betydande predator. Skator och kråkor kan ta ungar.

### Fortplantning
Arten är polygynandrisk, båda könen kan ha flera partners. Finlaysons ekorre har tre fortplantningsperioder per år: I april, juli till augusti, och november till december. Varje gång får honan en till två ungar som hon föder upp i ett bo tillverkat av växtdelar. Ungarna blir könsmogna under andra levnadsåret.

## Utbredning
Denna praktekorre förekommer i Sydostasien från Myanmar över Thailand, Laos och Kambodja till södra Vietnam. Arten introducerades av människan i Singapore. I Italien introducerades arten olagligt i början på 1980-talet när 5 till 6 par infördes, troligen från Thailand, till Acqui Terme i norra delen av landet och Maratea i södra. Introduktion har även skett i trakterna av Hamamatsu och Shizuoka i Japan.